# Chris Boltendahl

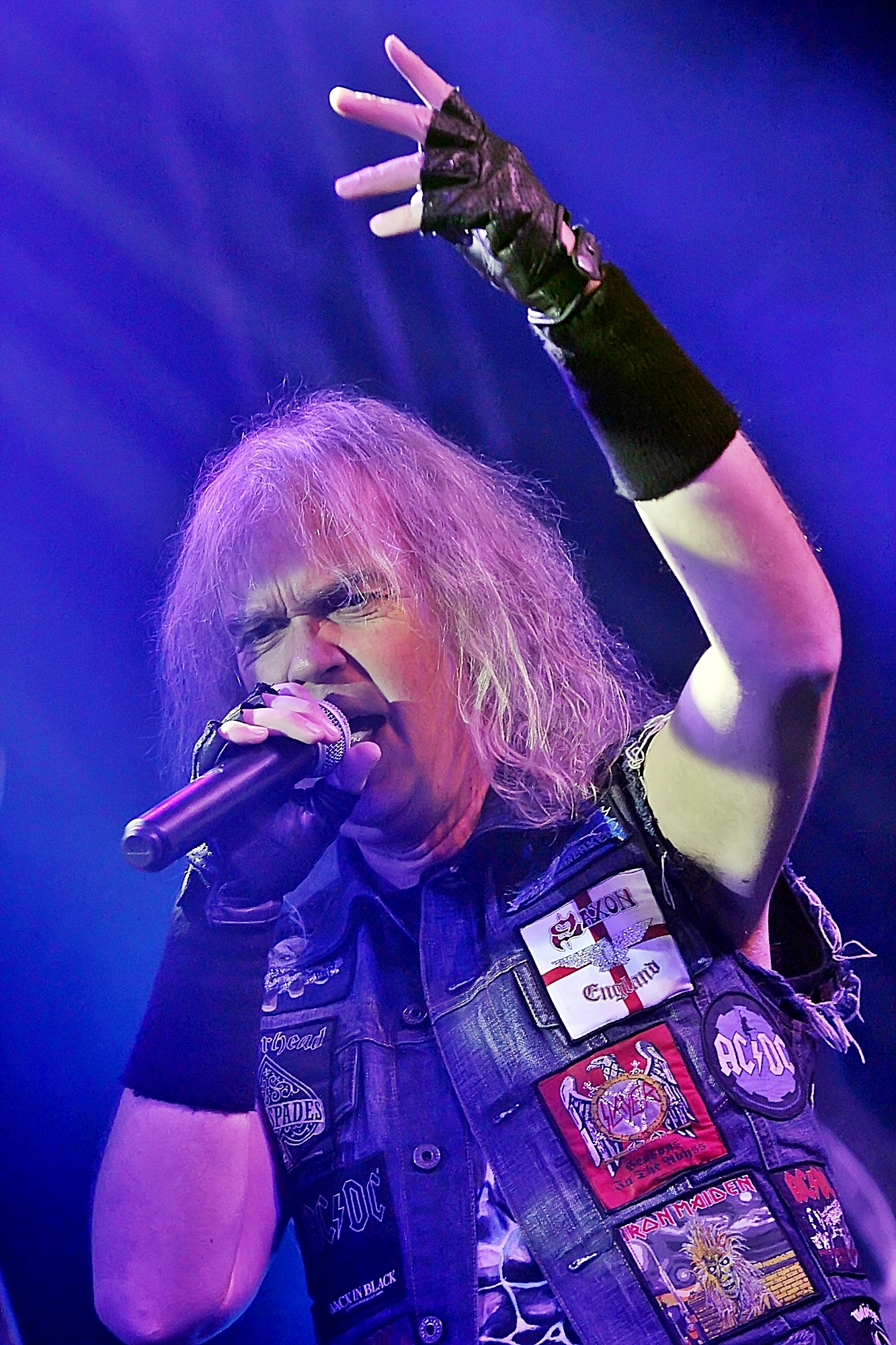
Chris Boltendahl (2019).

Chris Boltendahl (2 de enero de 1962 en Gladbeck, Alemania,) es un vocalista alemán, popular por su trabajo con la agrupación de heavy metal Grave Digger.

## Discografía

### Digger
- 1986: Stronger than Ever

### Hawaii
- 1989: Bottles and Four Coconuts (Demo)

## Colaboraciones

### Helloween
| | Anterior | Semiant. | Central | Semipost. | Posterior |
| Cerrada | \| i • y ɨ • ʉ ɯ • u ɪ̟ • ʏ̟ ɪ • ʏ ɪ̈ • ʊ̈ ɯ̽ • ʊ ɯ̞ • ʊ̠ e • ø ɘ • ɵ ɤ • o e̞ • ø̞ ə • ɵ̞ ɤ̞ • o̞ ɛ • œ ɜ • ɞ ʌ • ɔ æ • œ̞ ɐ • ɞ̞ ʌ̞ • ɔ̞ a • ɶ ɐ̞ • ɶ̠ ɑ • ɒ \| | \| i • y ɨ • ʉ ɯ • u ɪ̟ • ʏ̟ ɪ • ʏ ɪ̈ • ʊ̈ ɯ̽ • ʊ ɯ̞ • ʊ̠ e • ø ɘ • ɵ ɤ • o e̞ • ø̞ ə • ɵ̞ ɤ̞ • o̞ ɛ • œ ɜ • ɞ ʌ • ɔ æ • œ̞ ɐ • ɞ̞ ʌ̞ • ɔ̞ a • ɶ ɐ̞ • ɶ̠ ɑ • ɒ \| | \| i • y ɨ • ʉ ɯ • u ɪ̟ • ʏ̟ ɪ • ʏ ɪ̈ • ʊ̈ ɯ̽ • ʊ ɯ̞ • ʊ̠ e • ø ɘ • ɵ ɤ • o e̞ • ø̞ ə • ɵ̞ ɤ̞ • o̞ ɛ • œ ɜ • ɞ ʌ • ɔ æ • œ̞ ɐ • ɞ̞ ʌ̞ • ɔ̞ a • ɶ ɐ̞ • ɶ̠ ɑ • ɒ \| | \| i • y ɨ • ʉ ɯ • u ɪ̟ • ʏ̟ ɪ • ʏ ɪ̈ • ʊ̈ ɯ̽ • ʊ ɯ̞ • ʊ̠ e • ø ɘ • ɵ ɤ • o e̞ • ø̞ ə • ɵ̞ ɤ̞ • o̞ ɛ • œ ɜ • ɞ ʌ • ɔ æ • œ̞ ɐ • ɞ̞ ʌ̞ • ɔ̞ a • ɶ ɐ̞ • ɶ̠ ɑ • ɒ \| | \| i • y ɨ • ʉ ɯ • u ɪ̟ • ʏ̟ ɪ • ʏ ɪ̈ • ʊ̈ ɯ̽ • ʊ ɯ̞ • ʊ̠ e • ø ɘ • ɵ ɤ • o e̞ • ø̞ ə • ɵ̞ ɤ̞ • o̞ ɛ • œ ɜ • ɞ ʌ • ɔ æ • œ̞ ɐ • ɞ̞ ʌ̞ • ɔ̞ a • ɶ ɐ̞ • ɶ̠ ɑ • ɒ \| |
| Casi cerr. | \| i • y ɨ • ʉ ɯ • u ɪ̟ • ʏ̟ ɪ • ʏ ɪ̈ • ʊ̈ ɯ̽ • ʊ ɯ̞ • ʊ̠ e • ø ɘ • ɵ ɤ • o e̞ • ø̞ ə • ɵ̞ ɤ̞ • o̞ ɛ • œ ɜ • ɞ ʌ • ɔ æ • œ̞ ɐ • ɞ̞ ʌ̞ • ɔ̞ a • ɶ ɐ̞ • ɶ̠ ɑ • ɒ \| | \| i • y ɨ • ʉ ɯ • u ɪ̟ • ʏ̟ ɪ • ʏ ɪ̈ • ʊ̈ ɯ̽ • ʊ ɯ̞ • ʊ̠ e • ø ɘ • ɵ ɤ • o e̞ • ø̞ ə • ɵ̞ ɤ̞ • o̞ ɛ • œ ɜ • ɞ ʌ • ɔ æ • œ̞ ɐ • ɞ̞ ʌ̞ • ɔ̞ a • ɶ ɐ̞ • ɶ̠ ɑ • ɒ \| | \| i • y ɨ • ʉ ɯ • u ɪ̟ • ʏ̟ ɪ • ʏ ɪ̈ • ʊ̈ ɯ̽ • ʊ ɯ̞ • ʊ̠ e • ø ɘ • ɵ ɤ • o e̞ • ø̞ ə • ɵ̞ ɤ̞ • o̞ ɛ • œ ɜ • ɞ ʌ • ɔ æ • œ̞ ɐ • ɞ̞ ʌ̞ • ɔ̞ a • ɶ ɐ̞ • ɶ̠ ɑ • ɒ \| | \| i • y ɨ • ʉ ɯ • u ɪ̟ • ʏ̟ ɪ • ʏ ɪ̈ • ʊ̈ ɯ̽ • ʊ ɯ̞ • ʊ̠ e • ø ɘ • ɵ ɤ • o e̞ • ø̞ ə • ɵ̞ ɤ̞ • o̞ ɛ • œ ɜ • ɞ ʌ • ɔ æ • œ̞ ɐ • ɞ̞ ʌ̞ • ɔ̞ a • ɶ ɐ̞ • ɶ̠ ɑ • ɒ \| | \| i • y ɨ • ʉ ɯ • u ɪ̟ • ʏ̟ ɪ • ʏ ɪ̈ • ʊ̈ ɯ̽ • ʊ ɯ̞ • ʊ̠ e • ø ɘ • ɵ ɤ • o e̞ • ø̞ ə • ɵ̞ ɤ̞ • o̞ ɛ • œ ɜ • ɞ ʌ • ɔ æ • œ̞ ɐ • ɞ̞ ʌ̞ • ɔ̞ a • ɶ ɐ̞ • ɶ̠ ɑ • ɒ \| |
| Semicerr. | \| i • y ɨ • ʉ ɯ • u ɪ̟ • ʏ̟ ɪ • ʏ ɪ̈ • ʊ̈ ɯ̽ • ʊ ɯ̞ • ʊ̠ e • ø ɘ • ɵ ɤ • o e̞ • ø̞ ə • ɵ̞ ɤ̞ • o̞ ɛ • œ ɜ • ɞ ʌ • ɔ æ • œ̞ ɐ • ɞ̞ ʌ̞ • ɔ̞ a • ɶ ɐ̞ • ɶ̠ ɑ • ɒ \| | \| i • y ɨ • ʉ ɯ • u ɪ̟ • ʏ̟ ɪ • ʏ ɪ̈ • ʊ̈ ɯ̽ • ʊ ɯ̞ • ʊ̠ e • ø ɘ • ɵ ɤ • o e̞ • ø̞ ə • ɵ̞ ɤ̞ • o̞ ɛ • œ ɜ • ɞ ʌ • ɔ æ • œ̞ ɐ • ɞ̞ ʌ̞ • ɔ̞ a • ɶ ɐ̞ • ɶ̠ ɑ • ɒ \| | \| i • y ɨ • ʉ ɯ • u ɪ̟ • ʏ̟ ɪ • ʏ ɪ̈ • ʊ̈ ɯ̽ • ʊ ɯ̞ • ʊ̠ e • ø ɘ • ɵ ɤ • o e̞ • ø̞ ə • ɵ̞ ɤ̞ • o̞ ɛ • œ ɜ • ɞ ʌ • ɔ æ • œ̞ ɐ • ɞ̞ ʌ̞ • ɔ̞ a • ɶ ɐ̞ • ɶ̠ ɑ • ɒ \| | \| i • y ɨ • ʉ ɯ • u ɪ̟ • ʏ̟ ɪ • ʏ ɪ̈ • ʊ̈ ɯ̽ • ʊ ɯ̞ • ʊ̠ e • ø ɘ • ɵ ɤ • o e̞ • ø̞ ə • ɵ̞ ɤ̞ • o̞ ɛ • œ ɜ • ɞ ʌ • ɔ æ • œ̞ ɐ • ɞ̞ ʌ̞ • ɔ̞ a • ɶ ɐ̞ • ɶ̠ ɑ • ɒ \| | \| i • y ɨ • ʉ ɯ • u ɪ̟ • ʏ̟ ɪ • ʏ ɪ̈ • ʊ̈ ɯ̽ • ʊ ɯ̞ • ʊ̠ e • ø ɘ • ɵ ɤ • o e̞ • ø̞ ə • ɵ̞ ɤ̞ • o̞ ɛ • œ ɜ • ɞ ʌ • ɔ æ • œ̞ ɐ • ɞ̞ ʌ̞ • ɔ̞ a • ɶ ɐ̞ • ɶ̠ ɑ • ɒ \| |
| Media | \| i • y ɨ • ʉ ɯ • u ɪ̟ • ʏ̟ ɪ • ʏ ɪ̈ • ʊ̈ ɯ̽ • ʊ ɯ̞ • ʊ̠ e • ø ɘ • ɵ ɤ • o e̞ • ø̞ ə • ɵ̞ ɤ̞ • o̞ ɛ • œ ɜ • ɞ ʌ • ɔ æ • œ̞ ɐ • ɞ̞ ʌ̞ • ɔ̞ a • ɶ ɐ̞ • ɶ̠ ɑ • ɒ \| | \| i • y ɨ • ʉ ɯ • u ɪ̟ • ʏ̟ ɪ • ʏ ɪ̈ • ʊ̈ ɯ̽ • ʊ ɯ̞ • ʊ̠ e • ø ɘ • ɵ ɤ • o e̞ • ø̞ ə • ɵ̞ ɤ̞ • o̞ ɛ • œ ɜ • ɞ ʌ • ɔ æ • œ̞ ɐ • ɞ̞ ʌ̞ • ɔ̞ a • ɶ ɐ̞ • ɶ̠ ɑ • ɒ \| | \| i • y ɨ • ʉ ɯ • u ɪ̟ • ʏ̟ ɪ • ʏ ɪ̈ • ʊ̈ ɯ̽ • ʊ ɯ̞ • ʊ̠ e • ø ɘ • ɵ ɤ • o e̞ • ø̞ ə • ɵ̞ ɤ̞ • o̞ ɛ • œ ɜ • ɞ ʌ • ɔ æ • œ̞ ɐ • ɞ̞ ʌ̞ • ɔ̞ a • ɶ ɐ̞ • ɶ̠ ɑ • ɒ \| | \| i • y ɨ • ʉ ɯ • u ɪ̟ • ʏ̟ ɪ • ʏ ɪ̈ • ʊ̈ ɯ̽ • ʊ ɯ̞ • ʊ̠ e • ø ɘ • ɵ ɤ • o e̞ • ø̞ ə • ɵ̞ ɤ̞ • o̞ ɛ • œ ɜ • ɞ ʌ • ɔ æ • œ̞ ɐ • ɞ̞ ʌ̞ • ɔ̞ a • ɶ ɐ̞ • ɶ̠ ɑ • ɒ \| | \| i • y ɨ • ʉ ɯ • u ɪ̟ • ʏ̟ ɪ • ʏ ɪ̈ • ʊ̈ ɯ̽ • ʊ ɯ̞ • ʊ̠ e • ø ɘ • ɵ ɤ • o e̞ • ø̞ ə • ɵ̞ ɤ̞ • o̞ ɛ • œ ɜ • ɞ ʌ • ɔ æ • œ̞ ɐ • ɞ̞ ʌ̞ • ɔ̞ a • ɶ ɐ̞ • ɶ̠ ɑ • ɒ \| |
| Semiab. | \| i • y ɨ • ʉ ɯ • u ɪ̟ • ʏ̟ ɪ • ʏ ɪ̈ • ʊ̈ ɯ̽ • ʊ ɯ̞ • ʊ̠ e • ø ɘ • ɵ ɤ • o e̞ • ø̞ ə • ɵ̞ ɤ̞ • o̞ ɛ • œ ɜ • ɞ ʌ • ɔ æ • œ̞ ɐ • ɞ̞ ʌ̞ • ɔ̞ a • ɶ ɐ̞ • ɶ̠ ɑ • ɒ \| | \| i • y ɨ • ʉ ɯ • u ɪ̟ • ʏ̟ ɪ • ʏ ɪ̈ • ʊ̈ ɯ̽ • ʊ ɯ̞ • ʊ̠ e • ø ɘ • ɵ ɤ • o e̞ • ø̞ ə • ɵ̞ ɤ̞ • o̞ ɛ • œ ɜ • ɞ ʌ • ɔ æ • œ̞ ɐ • ɞ̞ ʌ̞ • ɔ̞ a • ɶ ɐ̞ • ɶ̠ ɑ • ɒ \| | \| i • y ɨ • ʉ ɯ • u ɪ̟ • ʏ̟ ɪ • ʏ ɪ̈ • ʊ̈ ɯ̽ • ʊ ɯ̞ • ʊ̠ e • ø ɘ • ɵ ɤ • o e̞ • ø̞ ə • ɵ̞ ɤ̞ • o̞ ɛ • œ ɜ • ɞ ʌ • ɔ æ • œ̞ ɐ • ɞ̞ ʌ̞ • ɔ̞ a • ɶ ɐ̞ • ɶ̠ ɑ • ɒ \| | \| i • y ɨ • ʉ ɯ • u ɪ̟ • ʏ̟ ɪ • ʏ ɪ̈ • ʊ̈ ɯ̽ • ʊ ɯ̞ • ʊ̠ e • ø ɘ • ɵ ɤ • o e̞ • ø̞ ə • ɵ̞ ɤ̞ • o̞ ɛ • œ ɜ • ɞ ʌ • ɔ æ • œ̞ ɐ • ɞ̞ ʌ̞ • ɔ̞ a • ɶ ɐ̞ • ɶ̠ ɑ • ɒ \| | \| i • y ɨ • ʉ ɯ • u ɪ̟ • ʏ̟ ɪ • ʏ ɪ̈ • ʊ̈ ɯ̽ • ʊ ɯ̞ • ʊ̠ e • ø ɘ • ɵ ɤ • o e̞ • ø̞ ə • ɵ̞ ɤ̞ • o̞ ɛ • œ ɜ • ɞ ʌ • ɔ æ • œ̞ ɐ • ɞ̞ ʌ̞ • ɔ̞ a • ɶ ɐ̞ • ɶ̠ ɑ • ɒ \| |
| Casi ab. | \| i • y ɨ • ʉ ɯ • u ɪ̟ • ʏ̟ ɪ • ʏ ɪ̈ • ʊ̈ ɯ̽ • ʊ ɯ̞ • ʊ̠ e • ø ɘ • ɵ ɤ • o e̞ • ø̞ ə • ɵ̞ ɤ̞ • o̞ ɛ • œ ɜ • ɞ ʌ • ɔ æ • œ̞ ɐ • ɞ̞ ʌ̞ • ɔ̞ a • ɶ ɐ̞ • ɶ̠ ɑ • ɒ \| | \| i • y ɨ • ʉ ɯ • u ɪ̟ • ʏ̟ ɪ • ʏ ɪ̈ • ʊ̈ ɯ̽ • ʊ ɯ̞ • ʊ̠ e • ø ɘ • ɵ ɤ • o e̞ • ø̞ ə • ɵ̞ ɤ̞ • o̞ ɛ • œ ɜ • ɞ ʌ • ɔ æ • œ̞ ɐ • ɞ̞ ʌ̞ • ɔ̞ a • ɶ ɐ̞ • ɶ̠ ɑ • ɒ \| | \| i • y ɨ • ʉ ɯ • u ɪ̟ • ʏ̟ ɪ • ʏ ɪ̈ • ʊ̈ ɯ̽ • ʊ ɯ̞ • ʊ̠ e • ø ɘ • ɵ ɤ • o e̞ • ø̞ ə • ɵ̞ ɤ̞ • o̞ ɛ • œ ɜ • ɞ ʌ • ɔ æ • œ̞ ɐ • ɞ̞ ʌ̞ • ɔ̞ a • ɶ ɐ̞ • ɶ̠ ɑ • ɒ \| | \| i • y ɨ • ʉ ɯ • u ɪ̟ • ʏ̟ ɪ • ʏ ɪ̈ • ʊ̈ ɯ̽ • ʊ ɯ̞ • ʊ̠ e • ø ɘ • ɵ ɤ • o e̞ • ø̞ ə • ɵ̞ ɤ̞ • o̞ ɛ • œ ɜ • ɞ ʌ • ɔ æ • œ̞ ɐ • ɞ̞ ʌ̞ • ɔ̞ a • ɶ ɐ̞ • ɶ̠ ɑ • ɒ \| | \| i • y ɨ • ʉ ɯ • u ɪ̟ • ʏ̟ ɪ • ʏ ɪ̈ • ʊ̈ ɯ̽ • ʊ ɯ̞ • ʊ̠ e • ø ɘ • ɵ ɤ • o e̞ • ø̞ ə • ɵ̞ ɤ̞ • o̞ ɛ • œ ɜ • ɞ ʌ • ɔ æ • œ̞ ɐ • ɞ̞ ʌ̞ • ɔ̞ a • ɶ ɐ̞ • ɶ̠ ɑ • ɒ \| |
| Abierta | \| i • y ɨ • ʉ ɯ • u ɪ̟ • ʏ̟ ɪ • ʏ ɪ̈ • ʊ̈ ɯ̽ • ʊ ɯ̞ • ʊ̠ e • ø ɘ • ɵ ɤ • o e̞ • ø̞ ə • ɵ̞ ɤ̞ • o̞ ɛ • œ ɜ • ɞ ʌ • ɔ æ • œ̞ ɐ • ɞ̞ ʌ̞ • ɔ̞ a • ɶ ɐ̞ • ɶ̠ ɑ • ɒ \| | \| i • y ɨ • ʉ ɯ • u ɪ̟ • ʏ̟ ɪ • ʏ ɪ̈ • ʊ̈ ɯ̽ • ʊ ɯ̞ • ʊ̠ e • ø ɘ • ɵ ɤ • o e̞ • ø̞ ə • ɵ̞ ɤ̞ • o̞ ɛ • œ ɜ • ɞ ʌ • ɔ æ • œ̞ ɐ • ɞ̞ ʌ̞ • ɔ̞ a • ɶ ɐ̞ • ɶ̠ ɑ • ɒ \| | \| i • y ɨ • ʉ ɯ • u ɪ̟ • ʏ̟ ɪ • ʏ ɪ̈ • ʊ̈ ɯ̽ • ʊ ɯ̞ • ʊ̠ e • ø ɘ • ɵ ɤ • o e̞ • ø̞ ə • ɵ̞ ɤ̞ • o̞ ɛ • œ ɜ • ɞ ʌ • ɔ æ • œ̞ ɐ • ɞ̞ ʌ̞ • ɔ̞ a • ɶ ɐ̞ • ɶ̠ ɑ • ɒ \| | \| i • y ɨ • ʉ ɯ • u ɪ̟ • ʏ̟ ɪ • ʏ ɪ̈ • ʊ̈ ɯ̽ • ʊ ɯ̞ • ʊ̠ e • ø ɘ • ɵ ɤ • o e̞ • ø̞ ə • ɵ̞ ɤ̞ • o̞ ɛ • œ ɜ • ɞ ʌ • ɔ æ • œ̞ ɐ • ɞ̞ ʌ̞ • ɔ̞ a • ɶ ɐ̞ • ɶ̠ ɑ • ɒ \| | \| i • y ɨ • ʉ ɯ • u ɪ̟ • ʏ̟ ɪ • ʏ ɪ̈ • ʊ̈ ɯ̽ • ʊ ɯ̞ • ʊ̠ e • ø ɘ • ɵ ɤ • o e̞ • ø̞ ə • ɵ̞ ɤ̞ • o̞ ɛ • œ ɜ • ɞ ʌ • ɔ æ • œ̞ ɐ • ɞ̞ ʌ̞ • ɔ̞ a • ɶ ɐ̞ • ɶ̠ ɑ • ɒ \| |
| i • y ɨ • ʉ ɯ • u ɪ̟ • ʏ̟ ɪ • ʏ ɪ̈ • ʊ̈ ɯ̽ • ʊ ɯ̞ • ʊ̠ e • ø ɘ • ɵ ɤ • o e̞ • ø̞ ə • ɵ̞ ɤ̞ • o̞ ɛ • œ ɜ • ɞ ʌ • ɔ æ • œ̞ ɐ • ɞ̞ ʌ̞ • ɔ̞ a • ɶ ɐ̞ • ɶ̠ ɑ • ɒ | | | | | |

- 1985: Walls of Jericho

### Edguy
- 1997: Kingdom of Madness

### White Skull
- 1999: Tales from the North

### The Company
- 1997: Frozen by Heat

### van Canto
- 2010: Tribe of Force